# The Last Voyage of the Demeter
The Last Voyage of the Demeter (titulada en España El último viaje del Deméter y en Hispanoamérica Drácula: Mar de sangre) es una película estadounidense de terror sobrenatural dirigida por André Øvredal. Es una adaptación del capítulo séptimo de la novela Drácula de Bram Stoker, de 1897. La película está protagonizada por Corey Hawkins, Aisling Franciosi, Liam Cunningham y David Dastmalchian. La trama sigue a la tripulación del barco mercante Demeter liderada por el capitán Elliot, que intenta sobrevivir al traicionero viaje oceánico desde Transilvania a Londres mientras es acechada por un vampiro legendario conocido como Drácula.
La planificación de la adaptación cinematográfica comenzó cuando Schut Jr. escribió el guion inicial cuando conoció a un colega que trabajó en Drácula de Bram Stoker (1992), pero no llegó a buen término, languideciendo en el infierno del desarrollo durante más de dos décadas. Después de que Amblin Partners obtuviera los derechos en octubre de 2019, se anunció que Øvredal dirigiría la película. Los miembros principales del elenco se confirmaron en 2021. El rodaje comenzó el 30 de junio de 2021 en Berlín, continuó en Malta y finalizó el 1 de octubre de ese año. Algunas de las escenas de la película también se grabaron en la ciudad fortaleza de Mdina. Thomas Newman fue inicialmente contratado para componer la banda sonora de la película, pero posteriormente fue reemplazado por Bear McCreary debido a problemas de agenda.
La película se estrenó en cines en los Estados Unidos el 11 de agosto de 2023 por Universal Pictures, recibió críticas mixtas de la prensa especializada y apenas recaudó 21,7 millones de dólares en todo el mundo con un presupuesto de 45 millones de dólares, lo que la convirtió en un gran fracaso de taquilla.

## Sinopsis
En el capítulo séptimo de la novela Drácula, de Bram Stoker, las anotaciones del diario del capitán relatan el viaje de la goleta rusa Deméter desde Varna (Bulgaria), lugar donde recogen un curioso cargamento privado: veinticuatro extrañas y pesadas cajas de madera que deben entregar en Londres. Al principio, el viaje parece normal, pero las cosas rápidamente toman un giro siniestro. Primero se ve a un hombre extraño a bordo, luego los miembros de la tripulación comienzan a desaparecer. Cuando finalmente el buque llega cerca del puerto inglés de Whitby, está totalmente en ruinas y no hay rastro de la tripulación.

## Elenco
- Corey Hawkins como Clemens, un médico que se une al Deméter.
- Aisling Franciosi como Anna, una polizón
- Liam Cunningham como Eliot, el capitán del Deméter
- David Dastmalchian como Wojchek, el primer oficial del Deméter
- Javier Botet como Drácula/Nosferatu (los créditos mencionan tanto a Drácula como a Nosferatu)
- Woody Norman como Toby, el nieto de Eliot.
- Jon Jon Briones como Joseph, el cocinero.
- Stefan Kapičić como Olgaren.
- Nikolai Nikolaeff como Petrofsky.
- Martin Furulund como Larsen.
- Chris Walley como Abrams.
- Nicolo Pasetti como el comisario Hirsch.[9]
- Graham Turner como el alguacil.

## Producción
En 2002, Bragi F. Schut escribió el guion inicial de la película, basado en el capítulo séptimo de la novela de 1897 Drácula, de Bram Stoker, con Robert Schwentke encargado de dirigir y reescribir con su compañero Mitch Brian. Sin embargo, la película languideció en el infierno del desarrollo durante casi dos décadas con varios otros directores adjuntos a la película, incluidos Stefan Ruzowitzky, Marcus Nispel, David Slade y Neil Marshall. En un momento, Noomi Rapace y Ben Kingsley estaban listos para protagonizar la película, con Viggo Mortensen «en conversaciones».
En octubre de 2019, se anunció que André Øvredal sería el director de la película con Amblin Partners obteniendo los derechos de producción. En enero de 2021, Corey Hawkins se unió al reparto de la película con un nuevo borrador escrito por Zak Olkewicz. En junio de 2021, David Dastmalchian, Liam Cunningham, Aisling Franciosi, Javier Botet, Jon Jon Briones, Stefan Kapičić, Nikolai Nikolaeff, Woody Norman, Martin Furulund y Chris Walley se unieron al elenco de protagonistas de la película.
El propio director describió la cinta como «una epopeya de terror, en un gran viaje a través de Europa, similar a una casa encantada en el mar o Alien en el océano en 1897».

### Rodaje
El rodaje de la película comenzó el 30 de junio de 2021 en Berlín, posteriormente continuó en Malta y finalizó el 1 de octubre de ese año. En diciembre de 2022, Schut y Olkewicz fueron acreditados como los guionistas principales, mientras que Schut recibió crédito de la historia de pantalla y Mitch Brian, Lowell Cauffiel, James Hart, Ruzowitzky y Schwentke recibieron crédito del material literario adicional fuera de la pantalla.

### Música
En abril de 2022, se hizo público que Thomas Newman sería el encargado de componer la partitura de la película. Sin embargo, en junio de 2023 abandonó el proyecto debido a problemas de agenda, y Bear McCreary lo reemplazó. El álbum de la banda sonora se lanzó el 11 de agosto de 2023, el mismo día del estreno de la película en cines.

### Maquillaje y efectos digitales
Göran Lundström trabajó como diseñador de maquillaje en la película. Inicialmente rechazó el puesto cuando Fischer se lo ofreció en 2021, ya que en ese momento estaba trabajando como maquillador en la película biográfica de drama criminal House of Gucci, pero luego se unió al proyecto. Lundström describió el proceso de aplicación completa del maquillaje protésico a Botet como que llevó «mucho tiempo, fue como una aplicación de cuatro horas. Nunca son tan largos como dicen los actores, pero no creo que Javier haya exagerado en esto. Por lo general, nuestro objetivo es tres horas, que es un tiempo normal de maquillaje para una cobertura total, pero para este traje de criatura, pegar y pegar cosas y cubrirlo, fue un trabajo de cuatro horas».
Lundström dijo que el equipo de efectos prácticos de maquillaje colaboró poco con el equipo de postproducción responsable de crear las imágenes generadas por ordenador (CG) de la película, afirmando: «Interactuamos un poco en el set; les mostré lo que teníamos y escanearon todas nuestras esculturas. Tomaron fotos de todos los globos oculares que habíamos hecho para poner frente a los ojos de Javier y lo escanearon en el set con el traje, pero en el resto no estuvimos realmente involucrados, lo cual es es una pena».

## Estreno
The Last Voyage of the Demeter se estrenó en cines en los Estados Unidos el 11 de agosto de 2023 por Universal Pictures. Anteriormente estaba programado su estreno para el 27 de enero de 2023. En España el estreno inicialmente estaba programado para el 18 de agosto, aunque posteriormente se pospuesto un mes, por lo que este fue el 22 de septiembre de ese año.

## Recepción

### Taquilla
La película recaudó 13,6 millones de dólares en los Estados Unidos y Canadá y 8,2 millones de dólares en el resto de países en que se estrenó, para un total mundial de 21,8 millones de dólares.
En los Estados Unidos y Canadá se proyectaba que la película recaudaría entre seis y once millones de dólares en 2715 salas. Finalmente apenas recaudó 2,6 millones en su primer día, incluidos 750 000 dólares de los avances del jueves por la noche. Luego debutó con 6,5 millones y terminó quinta en la taquilla. Después cayó un 62 % en su segundo fin de semana a 2,5 millones, quedándose en el décimo lugar.

### Recepción de la crítica
En el sitio web de recopilación de reseñas Rotten Tomatoes, el 49 % de las 190 críticas son positivas, con una calificación promedio de 5,6/10. El consenso del sitio web dice: «El Último Viaje del Demeter encuentra un nuevo ángulo en la historia tan contada de Drácula, aunque la ejecución mediocre a menudo socava la tensión claustrofóbica de la historia». En Metacritic, que utiliza un promedio ponderado, se le asignó una puntuación de 52 sobre 100, sobre la base de 33 críticas, lo que indica críticas «mixtas o promedio». El público encuestado por CinemaScore le dio a la película una calificación promedio de "B–" en una escala de A+ a F, mientras que los encuestados en PostTrak le dieron una puntuación positiva general del 66 %.
Bilge Ebiri, de la página web Vulture, escribió sobre la película: «Lo que realmente distingue a El último viaje del Demeter, más allá de su espesa atmósfera de pavor, es su alegre crueldad, la deliciosa veta mezquina con la que establece sus escenas de suspenso y sus asesinatos... La película está llena de sorpresas deliciosamente salvajes. Y de repente, en esta película tan predeterminada, todo parece posible». Peter Sobczynski, de la página web RogerEbert.com, le dio a la película 3,5/4 estrellas, calificándola de «una versión inteligente, bien hecha y, a veces, francamente espeluznante de la historia que tanto los aficionados al terror como los cinéfilos habituales pueden apreciar en igual medida». Odie Henderson, del The Boston Globe, le otorgó 3/4 de estrellas y escribió: «Esta es una película de verano buena y divertida, filmada en siniestros tonos de oscuridad por los directores de fotografía Roman Osin y Tom Stern e impulsada por una banda sonora efectiva de Bear McCreary que no es molesta».
Frank Scheck del The Hollywood Reporter elogió la dirección de Øvredal, pero añadió que «no es capaz de aportar mucha chispa al guion formulado y al ritmo lento de Bragi Schut, Jr. y Zak Olkewicz, que carece del ingenio oscuro necesario para mantenernos involucrados en los sangrientos acontecimientos». Benjamin Lee, del diario británico The Guardian, le dio 2/5 estrellas y escribió: «No es una verdadera sorpresa saber hacia dónde nos dirigimos, dado el material original, por lo que gran parte de la película es una espera bastante serpenteante hacia lo inevitable. En última instancia, es un viaje condenado: para la tripulación, para el público y para la estrategia cinematográfica de monstruos de Universal en general». David Ehrlich, de IndieWire, le dio una calificación D, diciendo que Øvredal «recurre al caos y la crueldad, y su película carece gravemente de la sensación de pavor necesaria para justificar cualquiera de los dos», y concluyó, «si vas a hacer una película con clasificación R de terror sobre Drácula sorbiendo gargantas con una sonrisa en el rostro, asegúrate de que el resto de la película no apesta tanto como él».